# Christian Kindblad
Bo Christian Kindblad, född 21 maj 1952 i Malmö S:t Pauli församling, är en svensk skribent som intresserat sig för Falsterbonäsets lokalhistoria och Malmös industrihistoria. Förutom till åtskilliga artiklar i tidskrifter och dagspress, står han som författare till böcker om främst Falsterbonäsets samtidshistoria.
Christian Kindblad har varit aktiv i styrelserna för Seriefrämjandet och Kulturföreningen Calluna.